# Alvah A. Clark

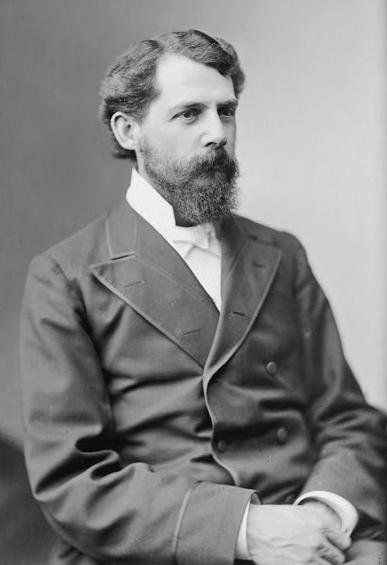
Alvah A. Clark

Alvah Augustus Clark (* 13. September 1840 in Lebanon, Hunterdon County, New Jersey; † 27. Dezember 1912 in Somerville, New Jersey) war ein US-amerikanischer Politiker. Zwischen 1877 und 1881 vertrat er den Bundesstaat New Jersey im US-Repräsentantenhaus.

## Leben
Alvah Clark war ein Cousin des Kongressabgeordneten James N. Pidcock (1836–1899). Er besuchte sowohl öffentliche als auch private Schulen. Nach einem anschließenden Jurastudium und seiner 1863 erfolgten Zulassung als Rechtsanwalt begann er in New Germantown in diesem Beruf zu arbeiten. Im Jahr 1867 verlegte er seinen Wohnsitz und seine Anwaltskanzlei nach Somerville. Gleichzeitig begann er als Mitglied der Demokratischen Partei eine politische Laufbahn.
Bei den Kongresswahlen des Jahres 1876 wurde Clark im vierten Wahlbezirk von New Jersey in das US-Repräsentantenhaus in Washington, D.C. gewählt, wo er am 4. März 1877 die Nachfolge von Robert Hamilton antrat. Nach einer Wiederwahl konnte er bis zum 3. März 1881 zwei Legislaturperioden im Kongress absolvieren. Im Jahr 1880 verzichtete er auf eine erneute Kandidatur. Nach dem Ende seiner Zeit im US-Repräsentantenhaus praktizierte Clark wieder als Anwalt. Zwischen 1896 und 1899 war er Posthalter in Somerville; danach setzte er seine juristische Tätigkeit fort. Er starb am 27. Dezember 1912 in Somerville, wo er auch beigesetzt wurde.